# Mattias Jonson
Mattias Jonson (Kumla, 16 januari 1974) is een voormalige Zweedse profvoetballer die onder contract stond bij Djurgårdens IF. Hij kwam tevens uit voor Norwich City, Brøndby IF, Helsingborgs IF en Örebro SK.
Jonson speelde als een aanvaller en speelde zijn eerste interland op 22 februari 1996 tegen Japan. Hij maakte deel uit van de selectie voor het WK voetbal 2006 en kwam tot een totaal van 57 interlands en 9 doelpunten voor zijn vaderland.

## Erelijst
Helsingborgs IF
- Allsvenskan

1999
 Brøndby IF
- SAS Ligaen

2002, 2005
 Djurgårdens IF
- Allsvenskan

2005